# The Art of War (Bone Thugs-n-Harmony)
The Art of War  è il terzo album discografico in studio del gruppo musicale rap statunitense Bone Thugs-n-Harmony, pubblicato nel 1997.

## Tracce
World War 1
1. Retaliation (Intro) – 2:21
2. Handle the Vibe – 4:40
3. Look into My Eyes – 4:19
4. Body Rott – 5:01
5. It's All Mo' Thug – 5:12
6. Ready 4 War (feat. Mr. Maje$ty) – 4:36
7. Ain't Nothin' Changed (Everyday Thang Part II) – 4:43
8. Clog Up Yo Mind – 5:01
9. It's All Real – 5:08
10. Hard Times – 2:49
11. Mind of a Souljah – 4:39
12. If I Could Teach the World – 4:24
13. Family Tree – 5:49

World War 2
1. Mo' Thug – 1:40
2. Thug Luv (feat. 2Pac) – 5:08
3. Hatin' Nation – 5:12
4. 7 Sign (feat. Mr. Maje$ty) – 4:48
5. Wasteland Warriors (feat. Souljah Boy) – 4:28
6. Neighborhood Slang – 1:29
7. U Ain't Bone – 5:04
8. Get Cha Thug On – 4:02
9. All Original – 4:58
10. Blaze It (interlude) – 2:08
11. Let the Law End – 3:36
12. Whom Die They Lie – 4:24
13. Friends – 5:10
14. Evil Paradise – 4:48
15. Mo' Thug Family Tree – 5:37